# Эрдинч, Эрол
Эрол Эрдинч (род. 30 ноября 1945) — турецкий дирижёр, композитор, пианист и музыкальный педагог. Государственный артист Турции (1998).

## Биография
Учился в Анкарская консерваторию, среди его преподавателей были Ахмед Сайгун и Т. Четиз. После окончания преподавал там же, одновременно работал пианистом в театре оперы и балета в Анкаре. В 1975 году поехал в Париж, там учился у таких специалистов, как Жан Мартинон, Пьер Дерво, Надя Буланже и Пьер Пети. Также принимал участие в мастер-классах, которые давали Пьер Булез и Кирилл Кондрашин.
В 1980 году вернулся в Турцию, стал композитором в театре оперы и балета в Анкаре.
В 1983—2000 годах Эрдинч занимал должность главного дирижёра и музыкального директора Стамбульского государственного симфонического оркестра, а также преподавал в консерватории при Стамбульском университете. До 2002 года занимал должность декана факультета музыки Билькентского университета. В 2003 году начать работать Анкарской консерватории при университете Хаджеттепе, он возглавил одну из кафедр, а также симфонический оркестр Хаджеттепе. В 2010 году он создал на факультете музыки кафедру джаза.
Эрдинч входил в состав жюри ряда музыкальных конкурсов, в том числе Канады и Румынии.
Также он писал музыку для ТВ. В 1991 году Эрдинч создал на TRT собственное шоу.
В качестве композитора и дирижёра Эрдинч писал музыкальные произведения для оркестров, хоров, симфонических джазовых оркестров и музыку для детей.